# Finella dubia
Finella dubia är en snäckart som först beskrevs av d'Orbigny 1842.  Finella dubia ingår i släktet Finella och familjen Obtortionidae. Inga underarter finns listade i Catalogue of Life.